# Посольство Фінляндії в Україні
Посольство Фінляндії в Україні — офіційне дипломатичне представництво Республіки Фінляндія в Україні, відповідає за підтримку та розвиток відносин між Фінляндією та Україною.

## Історія посольства
Історія дипломатичних відносин між Україною та Фінляндською Республікою бере початок в 1918 році. Фінляндія однією з перших країн визнала Україну в 1918 р. і відкрила своє дипломатичне представництво в Києві.
В числі перших на той час шести посольств зарубіжних країн в Гельсінкі була започаткована й українська дипломатична місія.
Пізніше історичні долі двох країн розійшлися: Фінляндія здобула незалежність, а Україна на довгий час увійшла до складу СРСР.
Фінляндія визнала незалежність України 30 грудня 1991 року, а 26 лютого 1992 року були відновлені дипломатичні відносини між двома країнами. З квітня 1992 року функціонує Посольство Фінляндії в Україні, а з грудня того ж року — Посольство України у Фінляндській Республіці.

## Посли Фінляндії в Україні
1. Герман Гуммерус (1918)
2. Ерік Ульфстедт (1993–1996)
3. Мартті Ісоаро (1996–2000)
4. Тімо Юхані Репо (2000–2003)
5. Лаура Рейніля (2003–2007)
6. Крістер Міккелссон (2007–2011)
7. Ар'я Макконен (2011–2015)
8. Юга Віртанен (2015—2019)
9. Пяйві Маріт Лаіне (2019-2022)
10. Яакко Лехтовірта (2022-2024)[1]
11. Тар'я Фернандес (з 2024)[2]